# Pierre Chabat
Pierre Chabat est un architecte français né à Paris le 22 février 1827 et mort dans la même ville le 8 janvier 1892.

## Biographie
Pierre Chabat a été l'élève de Pierre-Joseph Garrez à l'école des beaux-arts. Il est architecte de la compagnie des chemins de fer du Midi et inspecteur des travaux pour l'Exposition universelle de 1855.
En 1865, il est nommé architecte de la ville de Paris, professeur préparateur du cours de constructions civiles au Conservatoire National des Arts et Métiers et professeur adjoint à l'École spéciale d'architecture, bibliothécaire et conservateur des collections de l'école, entre 1865 et 1868.
Il a commencé à exposer au Salon en 1879 et a publié plusieurs livres d'architecture.
Il a été membre de la Société centrale des architectes français depuis 1865 et de la Société des amis des monuments parisiens, entre 1885 et 1891.

## Ouvrages
- Abattoirs de Pontoise, en 1881.
- Abattoirs de Biarritz, en 1882.

## Publications
- Bâtiments de chemins de fer : embarcadères, plans de gares, stations, abris... etc., Volume 1, 1862 (lire en ligne)
- Bâtiments de chemins de fer : embarcadères, plans de gares, stations, abris... etc., Volume 2, 1866 (lire en ligne)
- Fragments d'architecture : Egypte, Grèce, Rome, Moyen-âge, Renaissance, Age moderne, etc., 1868 (lire en ligne)
- La brique et la terre cuite : étude historique de l'emploi de ces matériaux, fabrication et usages, motifs de construction et de décoration choisis dans l'architecture des différents peuples, Série 1, 1881 (lire en ligne)
- La brique et la terre cuite : étude historique de l'emploi de ces matériaux, fabrication et usages, motifs de construction et de décoration choisis dans l'architecture des différents peuples, Série 2, 1882 (lire en ligne)
- Dictionnaire des termes employés dans la construction : et concernant la connaissance et l'emploi des matériaux ; l'outillage qui sert à leur mise en œuvre ; l'utilisation de ces matériaux dans la construction des divers genres d'édifices anciens et modernes ; la législation des bâtiments, A - L, 1875 (lire en ligne)
- Dictionnaire des termes employés dans la construction : et concernant la connaissance et l'emploi des matériaux ; l'outillage qui sert à leur mise en œuvre ; l'utilisation de ces matériaux dans la construction des divers genres d'édifices anciens et modernes ; la législation des bâtiments, L - Z, 1875
- Dictionnaire des termes employés dans la construction. Complement, 1878
- Dictionnaire des termes employés dans la construction : et concernant la connaissance et l'emploi des matériaux ; l'outillage qui sert à leur mise en œuvre ; l'utilisation de ces matériaux dans la construction des divers genres d'édifices anciens et modernes ; la législation des bâtiments, AB - CI, 1881 (lire en ligne)
- Dictionnaire des termes employés dans la construction : et concernant la connaissance et l'emploi des matériaux ; l'outillage qui sert à leur mise en œuvre ; l'utilisation de ces matériaux dans la construction des divers genres d'édifices anciens et modernes ; la législation des bâtiments, CL - FU, 1881 (lire en ligne)
- Dictionnaire des termes employés dans la construction : et concernant la connaissance et l'emploi des matériaux ; l'outillage qui sert à leur mise en œuvre ; l'utilisation de ces matériaux dans la construction des divers genres d'édifices anciens et modernes ; la législation des bâtiments, PL - ZO, 1881 (lire en ligne)
- Cours de dessin géométrique, à l'usage des écoles municipales et professionnelles, comprenant deux parties : définitions de la géométrie, exercices, ombres, lavis, perspectives, maçonnerie, menuiserie, charpente (bois et fer), serrurerie, plomberie et couverture, 1885
- Les tombeaux modernes : chapelles, croix, mausolées, pierres tombales, sarcophages, stèles, etc., alphabets pour inscriptions, attributs, 1890 (lire en ligne)
- Le bois pittoresque comprenant abris, auvent, balcons, balustrades, barrières, bergeries, bois découpés, campaniles, chalets, chenils, consoles, épis, escaliers, grilles, hangars, jardinières, kiosques, 1891